# Hatfield Peverel
Hatfield Peverel è un villaggio e parrocchia civile dell'Inghilterra, appartenente alla contea dell'Essex.